# Phyllonorycter jozanae
Espèce
Synonymes
- Lithocolletis jozanae Kumata, 1967
- Phyllonorycter pinnatifidella (Kuznetzov, 1979)

Phyllonorycter jozanae est une espèce asiatique de lépidoptères (papillons) de la famille des Gracillariidae.

## Description
L'imago a une envergure de 6 à 7 mm.

## Répartition
On trouve Phyllonorycter jozanae au Japon, dans l'île de Hokkaidō, et dans l'Extrême-Orient russe.

## Écologie
Les chenilles consomment les plantes du genre Crataegus, notamment Crataegus chlorosarca (en), Crataegus jozana, Crataegus maximowiczii (en) et Crataegus pinnatifida. Elles minent les feuilles de leur plante hôte.